# Coalition for Networked Information
La Coalition for Networked Information (dall'inglese: Coalizione per l'informazione in rete), abbreviata come CNI, è un'organizzazione che ha lo scopo di promuovere la tecnologia dell'informazione in rete come mezzo per favorire la collaborazione intellettuale e la produttività.

## Descrizione
La Coalition for Networked Information (CNI) nasce da un'iniziativa congiunta dell'Association of Research Libraries (ARL) e di EDUCAUSE per promuovere l'uso delle tecnologie IT per far progredire la ricerca e l'istruzione. Nel costituire la Coalizione sotto la guida del direttore esecutivo e fondatore Paul Evan Peters, queste organizzazioni promotrici hanno cercato di includere contenuti digitali e applicazioni avanzate per creare, condividere, diffondere e analizzare tali contenuti al servizio della ricerca e dell'istruzione. Il CNI si occupa di un'ampia varietà di tematiche relative allo sviluppo e all'uso delle informazioni digitali nelle comunità di ricercatori e persone attive nel mondo dell'istruzione.
Il CNI promuove i contatti e la collaborazione tra le comunità di bibliotecari e dei professionisti dell'IT, rappresentando gli interessi di un'ampia gamma di organizzazioni associate che provengono dai settori dell'istruzione superiore, dell'editoria, delle reti e delle telecomunicazioni, dell'informatica, delle agenzie governative, delle fondazioni, dei musei, delle biblioteche e delle organizzazioni bibliotecarie. La CNI è composto da oltre 200 organizzazioni di questo tipo. La CNI è interamente finanziata dalle quote associative.
Con sede a Washington, la CNI organizza riunioni semestrali per i soci, che fungono da punto di riferimento per questioni e progetti relativi all'informazione digitale. Inoltre, organizza anche conferenze su invito, pubblica relazioni, fornisce consulenza ad agenzie governative e finanziatori e sostiene una serie di iniziative di informazione in rete. L'organizzazione pubblica regolarmente una serie di video che mettono in evidenza argomenti di attualità nel panorama dell'informazione in rete.

## Storia
Nel 1990, l'Association of Research Libraries (ARL), Educom e CAUSE si unirono per formare il CNI e creare un progetto collaborativo incentrato sul networking ad alta velocità che integrasse gli interessi delle biblioteche accademiche e di ricerca (rappresentati dall'ARL) e dell'informatica nell'istruzione superiore (rappresentati da Educom e CAUSE). Nel 1998 Educom e CAUSE avevano unito le loro organizzazioni per dare vita EDUCAUSE. La supervisione amministrativa di CNI è gestita da ARL; CNI non è un'entità giuridicamente separata.
Paul Evan Peters è stato il direttore esecutivo e fondatore; Joan K. Lippincott è entrata a far parte del CNI come direttore esecutivo associato in quel periodo. Nel 1997, Clifford Lynch ha assunto il ruolo di direttore esecutivo e ha continuato a ricoprire tale carica fino al 2020; Lippincott si è ritirata dall'organizzazione nel dicembre 2019 e ora ricopre la carica di direttore associato emerito. Il programma del CNI ha incluso progetti nei settori delle architetture e degli standard per le informazioni in rete, della comunicazione accademica, dell'economia delle informazioni in rete, della tecnologia e delle infrastrutture Internet, dell'insegnamento e dell'apprendimento, delle implicazioni istituzionali e professionali dell'ambiente in rete e delle informazioni governative presenti su Internet.